# Pelidnota cuprea
Pelidnota cuprea är en skalbaggsart som beskrevs av Ernst Friedrich Germar 1824. Pelidnota cuprea ingår i släktet Pelidnota och familjen Rutelidae. Inga underarter finns listade i Catalogue of Life.